# Hang Luồn Chi Nê
Hang Luồn Chi Nê là quần thể hang ở thị trấn Chi Nê và các xã Yên Bồng, Đồng Tâm, huyện Lạc Thủy tỉnh Hòa Bình, Việt Nam.
Hang Luồn Chi Nê thuộc dạng karst trong núi đá vôi, nằm ẩn mình trong dãy núi ở đầm Khánh, bên bờ sông Bôi. Hang còn được giới làm du lịch gọi là Hang Trinh Nữ.
Hang được Bộ Văn hóa, Thể thao và Du lịch xếp hạng là di tích lịch sử quốc gia tại Quyết định số 53/2001/QĐ-BVHTT ngày 28/12/2001.

## Vị trí
Hang Luồn Chi Nê ở cách thị trấn Chi Nê gần 3 km về hướng nam theo đường thẳng. Hang nằm trong lòng dãy núi Quèn Vàng cửa chính hướng ra dòng sông Bôi. Tiếp cận hang tốt nhất là bằng thuyền nhỏ theo dòng sông.